# Coucou, tu es seule ?
Pour plus de détails, voir Fiche technique et Distribution.
Coucou, tu es seule? (titre original : Hola, ¿estás sola?) est un film espagnol réalisé par Icíar Bollaín, sorti en 1995.
C'est le premier film d'Icíar Bollaín comme réalisatrice.Elle a connu un premier succès commercial, auprès du jeune public, en 1994 avec "Hola, ¿estás sola ?".

## Synopsis
Niña est une fille de 20 ans qui depuis le divorce de ses parents habite à Valladolid avec son père. C'est un homme autoritaire et conservateur. Elle rencontre Trini, son amie, qui vient de perdre sa mère et les deux jeunes filles décident de s'en aller à Madrid puis à la Costa del Sol. Elles commencent leur route en espérant de gagner leur vie et leur indépendance. Leur aventure est marquée par les risques.

## Fiche technique
- Titre : Coucou, tu es seule?
- Titre original : Hola, ¿estás sola?
- Réalisation : Icíar Bollaín
- Scénario : Icíar Bollaín, Julio Médem
- Photographie : Tomàs Pladevall
- Musique : Bernardo Bonezzi
- Montage : Ángel Hernández Zoido
- Pays d'origine :  Espagne
- Production : Fernando Colomo, Beatriz de la Gándara et Santiago García de Leániz
- Durée : 92 minutes
- Dates de sortie :1995
- Nominations : Second Prix au Festival International de Bergame pour Hola ¿estás sola ? ,Grand Prix du Jury à la 7° Biennale de Cinéma Espagnol d'Annecy pour Hola, ¿estás sola ?.[2]

## Distribution
- Silke : Niña
- Candela Peña : Trini
- Álex Angulo : Pepe
- Elena Irureta : Mariló
- Arcadi Levin : Olaf
- Daniel Guzmán : Novio
- Pedro Miguel Martínez : le père
- Antonio de la Torre : Joven